# 波赫丹尼夫卡 (盧甘斯克州)
48°36′13″N 38°43′48″E / 48.60361°N 38.73000°E
波赫丹尼夫卡（羅馬化：Bohdanivka）是位於烏克蘭東部的村莊，由盧甘斯克州阿爾切夫斯克區的卡季伊夫卡市鎮負責管轄。該村始建於1957年，面積0.46平方公里，海拔高度106米，2001年人口71，人口密度每平方公里154.4人。